# All I Want for Christmas Is You (conciertos)
All I Want for Christmas Is You: A Night of Joy and Festivity fue la primera residencia de conciertos de la cantante estadounidense Mariah Carey, desarrollada en el Beacon Theater de Nueva York, el cual tiene una capacidad máxima para 2 829 personas. Para diciembre de 2017, Carey trasladó el espectáculo al Coliseo del Caesars Palace de Las Vegas, el cual tiene una capacidad de 4 100 aproximadamente. Del mismo modo, fueron anunciados dos conciertos en Reino Unido y uno en Francia, convirtiendo el espectáculo en internacional.
Se desarrolló durante 4 noches, desde el 15 de diciembre hasta el 21 de ese mismo mes. Se trató de un espectáculo navideño a modo de celebración del 20 aniversario de su sencillo navideño de 1994, «All I Want for Christmas Is You», del cual se han vendido hasta la fecha, más de 14 millones de copias. El espectáculo incluyó «un elenco de cuarenta personas, incluyendo un coro de gospel, un embrague de villancicos, varios acróbatas y un grupo de cantantes/bailarines». En enero de 2015 se supo, gracias a Billboard, que la mini-residencia consiguió recaudar más de un millón de dólares. A mediados de octubre de 2015 se anunció que el espectáculo sería realizado de nuevo durante las navidades de ese mismo año, convirtiendo esta residencia en un espectáculo navideño anual. Asimismo, en octubre de 2016 se anunciaron una nueva tanda de conciertos para las navidades de ese año. En julio de 2017 se anunciaron nuevas fechas para las navidades de ese mismo año, pero para esta ocasión, el espectáculo fue trasladado a Las Vegas. Del mismo modo, fueron anunciados dos conciertos en Reino Unido, convirtiendo el espectáculo en internacional. Poco después fue confirmada una fecha adicional en Francia.
En 2018, la residencia se traslada directamente a Europa con conciertos en países como Suecia, Dinamarca, Bélgica, Países Bajos, Alemania, Francia, España y el Reino Unido.
Se anunció en 2019, que la residencia volvería a Las Vegas en el Collosseum at Caesar's Palace.

## Antecedentes

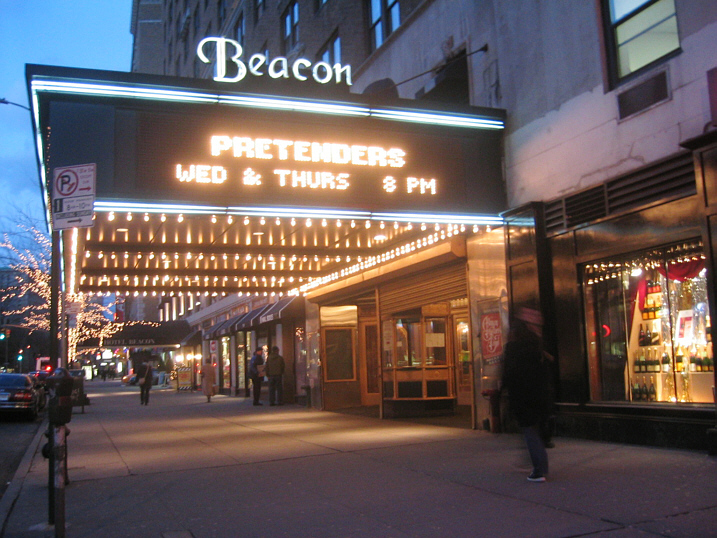
Entrada del Beacon Theater de Nueva York.

Los espectáculos fueron anunciados por la propia Mariah Carey mediante su página web en noviembre de 2014. Acompañando al anuncio, Carey declaró que: «No me puedo imaginar estar en cualquier otro lugar más especial que vivo en el escenario, en mi ciudad natal, celebrando con mis fans la temporada de Navidad, mi momento más preciado del año (...) No puedo esperar!». Este anuncio se produjo cuando la neoyorquina aún se encontraba en el marco de su gira The Elusive Chanteuse Show Tour. El 11 de noviembre se pusieron a la venta las entradas para los conciertos en la gran manzana. En menos de una hora todas las entradas fueron agotadas. En el momento de la compra se convirtió en un caos y hubo colas de esperas virtuales de hasta 50 minutos. Todo esto dio lugar a que se añadiese una nueva fecha para el 22 de diciembre, que poco después también quedó sold out. En enero de 2015 se supo, gracias a Billboard, que se consiguió reunir a más de dieciséis mil personas.
En octubre de 2015 comenzó a rumorearse la posibilidad de que este espectáculo navideño pasase a ser anual, teniendo conciertos de la cantante en Nueva York en diciembre de los próximos años debido a la buena acogida por parte del público y la crítica. Asimismo, Carey se mostró muy contenta por celebrar las navidades de esta manera. Así, poco después los rumores fueron confirmados, convirtiendo esta residencia en un espectáculo navideño anual. Asimismo, las fechas iniciales constaban únicamente de 5 conciertos en diciembre de 2015, pero debido a la gran demanda, fueron añadidos 3 espectáculos más durante ese mismo mes. En octubre de 2016 fueron anunciadas nuevas fechas para las navidades de ese mismo año, dando lugar a una prolongación del espectáculo. En julio de 2017 se anunciaron nuevas fechas para las navidades de ese mismo año, pero para esta ocasión, el espectáculo fue trasladado a Las Vegas, celebrándose en el The Colosseum del Caesars Palace, lugar donde Carey había estado desarrollando otra residencia de conciertos, Mariah Carey: #1's. Del mismo modo, fueron anunciados dos conciertos en Reino Unido, convirtiendo el espectáculo en internacional. Poco después fue confirmada una fecha adicional en Francia. Poco después, fue anunciada una tanda de fechas alrededor de 10 ciudades de Norteamérica, volviendo a Nueva York con cuatro fechas. Finalmente, estas últimas fechas fueron canceladas por culpa de que Carey enfermó y se encontró indispuesta para su realización.

## Recepción de la crítica
2014
La residencia de conciertos obtuvo generalmente críticas favorables, llegando al punto de que se espera que este tipo de espectáculo se repita cada año en la ciudad de Nueva York durante las navidades venideras. Jim Farber del New York Daily News dijo que mientras Carey «parecía nerviosa y fuera de la respiración», y el espectáculo tenía «un encanto extraño». Steven J. Horowitz de Billboard elogió la primera actuación de la cantante en el lugar, diciendo que: «Carey logró lo que vino a hacer: esparcir alegría de Navidad». Jon Caramanica de The New York Times, que también examinó el primer espectáculo, escribió que la cantante se sintió «completamente a gusto» y elogió su compromiso con el público.
2015
Una vez iniciada de nuevo la residencia en diciembre de 2015, los medios de comunicación volvieron a hacerse eco del espectáculo renovado que ofreció Carey. Desde el portal Digital Journal le dieron cinco estrellas de cinco al primer concierto ofrecido, destacando el gran nivel vocal de la cantante, describiéndola como una «musa». El artículo finaliza reseñando que: «En general, Mariah Carey fue fantástica en el Beacon Theatre de Nueva York. Ella interactúa bien con el público y los puso en el espíritu de la Navidad. Sus voces eran divinas e impecables. Su interpretación durante el "All I Want For Christmas Is You Show" es digno de ver en directo cada vez que está en la ciudad».

## Repertorio
1. «Hark! The Herald Angels Sing/Gloria! (In Excelsis Deo)»
2. «Charlie Brown Christmas»
3. «Oh Santa!»
4. "The Star" (2017)
5. «Christmas (Baby Please Come Home)»
6. «Silent Night»
7. «Jesus Oh What a Wonderful Child»
8. «Joy to the World»
9. «When Christmas Comes»
10. «Here Comes Santa Claus/Housetop Celebration»
11. «Christmastime Is In The Air Again»
12. «O Holy Night»
13. «Emotions»
14. «We Belong Together»
15. «Hero»
16. «All I Want For Christmas Is You»

Referencia:

## Fechas
| Fecha                   | Ciudad              | País           | Lugar                      | Entradas vendidos/disponibles | Recaudación |
| ----------------------- | ------------------- | -------------- | -------------------------- | ----------------------------- | ----------- |
| América del Norte       |                     |                |                            |                               |             |
| Etapa I - 2014          |                     |                |                            |                               |             |
| 15 de diciembre de 2014 | Nueva York          | Estados Unidos | Beacon Theater             | 16,196 / 16,196               | $1,563,173  |
| 16 de diciembre de 2014 | Nueva York          | Estados Unidos | Beacon Theater             | 16,196 / 16,196               | $1,563,173  |
| 18 de diciembre de 2014 | Nueva York          | Estados Unidos | Beacon Theater             | 16,196 / 16,196               | $1,563,173  |
| 20 de diciembre de 2014 | Nueva York          | Estados Unidos | Beacon Theater             | 16,196 / 16,196               | $1,563,173  |
| 21 de diciembre de 2014 | Nueva York          | Estados Unidos | Beacon Theater             | 16,196 / 16,196               | $1,563,173  |
| 22 de diciembre de 2014 | Nueva York          | Estados Unidos | Beacon Theater             | 16,196 / 16,196               | $1,563,173  |
| Etapa II - 2015         |                     |                |                            |                               |             |
| 8 de diciembre de 2015  | Nueva York          | Estados Unidos | Beacon Theater             | 20,720 / 21,785               | $2,054,071  |
| 9 de diciembre de 2015  | Nueva York          | Estados Unidos | Beacon Theater             | 20,720 / 21,785               | $2,054,071  |
| 11 de diciembre de 2015 | Nueva York          | Estados Unidos | Beacon Theater             | 20,720 / 21,785               | $2,054,071  |
| 12 de diciembre de 2015 | Nueva York          | Estados Unidos | Beacon Theater             | 20,720 / 21,785               | $2,054,071  |
| 14 de diciembre de 2015 | Nueva York          | Estados Unidos | Beacon Theater             | 20,720 / 21,785               | $2,054,071  |
| 15 de diciembre de 2015 | Nueva York          | Estados Unidos | Beacon Theater             | 20,720 / 21,785               | $2,054,071  |
| 17 de diciembre de 2015 | Nueva York          | Estados Unidos | Beacon Theater             | 20,720 / 21,785               | $2,054,071  |
| 18 de diciembre de 2015 | Nueva York          | Estados Unidos | Beacon Theater             | 20,720 / 21,785               | $2,054,071  |
| Etapa III - 2016        |                     |                |                            |                               |             |
| 5 de diciembre de 2016  | Nueva York          | Estados Unidos | Beacon Theater             | 23,392 / 24,169               | $2,369,921  |
| 7 de diciembre de 2016  | Nueva York          | Estados Unidos | Beacon Theater             | 23,392 / 24,169               | $2,369,921  |
| 8 de diciembre de 2016  | Nueva York          | Estados Unidos | Beacon Theater             | 23,392 / 24,169               | $2,369,921  |
| 10 de diciembre de 2016 | Nueva York          | Estados Unidos | Beacon Theater             | 23,392 / 24,169               | $2,369,921  |
| 11 de diciembre de 2016 | Nueva York          | Estados Unidos | Beacon Theater             | 23,392 / 24,169               | $2,369,921  |
| 13 de diciembre de 2016 | Nueva York          | Estados Unidos | Beacon Theater             | 23,392 / 24,169               | $2,369,921  |
| 14 de diciembre de 2016 | Nueva York          | Estados Unidos | Beacon Theater             | 23,392 / 24,169               | $2,369,921  |
| 16 de diciembre de 2016 | Nueva York          | Estados Unidos | Beacon Theater             | 23,392 / 24,169               | $2,369,921  |
| 17 de diciembre de 2016 | Nueva York          | Estados Unidos | Beacon Theater             | 23,392 / 24,169               | $2,369,921  |
| Etapa IV - 2017         |                     |                |                            |                               |             |
| 2 de diciembre de 2017  | Nueva York          | Estados Unidos | Beacon Theater             | 8,127/8,127 (100%)            | $847,479    |
| 4 de diciembre de 2017  | Nueva York          | Estados Unidos | Beacon Theater             | 8,127/8,127 (100%)            | $847,479    |
| 5 de diciembre de 2017  | Nueva York          | Estados Unidos | Beacon Theater             | 8,127/8,127 (100%)            | $847,479    |
| Europa                  |                     |                |                            |                               |             |
| Etapa V - 2017          |                     |                |                            |                               |             |
| 9 de diciembre de 2017  | París               | Francia        | AccorHotels Arena          |                               |             |
| 10 de diciembre de 2017 | Mánchester          | Reino Unido    | Manchester Arena           | 9,371 / 9,371                 | $927,176    |
| 11 de diciembre de 2017 | Londres             | Reino Unido    | The O2 Arena               | 15,074 / 16,290               | $1,525,000  |
| América del Norte       |                     |                |                            |                               |             |
| Etapa VI - 2017         |                     |                |                            |                               |             |
| 14 de diciembre de 2017 | Las Vegas           | Estados Unidos | Coliseo del Caesars Palace | 14,533 / 17,434               | $1,897,495  |
| 16 de diciembre de 2017 | Las Vegas           | Estados Unidos | Coliseo del Caesars Palace | 14,533 / 17,434               | $1,897,495  |
| 17 de diciembre de 2017 | Las Vegas           | Estados Unidos | Coliseo del Caesars Palace | 14,533 / 17,434               | $1,897,495  |
| 20 de diciembre de 2017 | Las Vegas           | Estados Unidos | Coliseo del Caesars Palace | 14,533 / 17,434               | $1,897,495  |
| 22 de diciembre de 2017 | Las Vegas           | Estados Unidos | Coliseo del Caesars Palace | 14,533 / 17,434               | $1,897,495  |
| Europa                  |                     |                |                            |                               |             |
| Etapa VII - 2018        |                     |                |                            |                               |             |
| 1 de diciembre de 2017  | Sørmarka Arena      | Noruega        | Stavanger                  |                               |             |
| 3 de diciembre de 2017  | Scandinavium        | Suecia         | Gothenburg                 |                               |             |
| 4 de diciembre de 2017  | Royal Arena         | Dinamarca      | Copenhague                 |                               |             |
| 5 de diciembre de 2017  | Mercedes-Benz Arena | Alemania       | Berlín                     | 7,535 / 7,535                 | $513,894    |
| 7 de diciembre de 2017  | AccorHotels Arena   | Francia        | París                      |                               |             |
| 9 de diciembre de 2017  | Motorpoint Arena    | Reino Unido    | Nottingham                 |                               |             |
| 10 de diciembre de 2017 | First Direct Arena  | Reino Unido    | Leeds                      |                               |             |
| 11 de diciembre de 2017 | The O2 Arena        | Reino Unido    | London                     |                               |             |
| 13 de diciembre de 2017 | Ziggo Dome          | Países Bajos   | Ámsterdam                  |                               |             |
| 14 de diciembre de 2017 | Forest National     | Bélgica        | Brussels                   |                               |             |
| 17 de diciembre de 2017 | WiZink Center       | España         | Madrid                     |                               |             |

## Conciertos cancelados
| Fecha                   | Ciudad           | País           | Lugar                              | Motivo cancelación                                         |
| ----------------------- | ---------------- | -------------- | ---------------------------------- | ---------------------------------------------------------- |
| 17 de noviembre de 2017 | Windsor          | Canadá         | Caesars Windsor                    | "Enfermedad del artista" (infección respiratoria superior) |
| 18 de noviembre de 2017 | Chicago          | Estados Unidos | Chicago Theatre                    | "Enfermedad del artista" (infección respiratoria superior) |
| 20 de noviembre de 2017 | Bethlehem        | Estados Unidos | Sands Casino Resort Bethlehem      | "Enfermedad del artista" (infección respiratoria superior) |
| 21 de noviembre de 2017 | Niagara Falls    | Estados Unidos | Seneca Niagara Events Center       | "Enfermedad del artista" (infección respiratoria superior) |
| 22 de noviembre de 2017 | Cleveland        | Estados Unidos | Hard Rock Rocksino Northfield Park | "Enfermedad del artista" (infección respiratoria superior) |
| 24 de noviembre de 2017 | Washington D. C. | Estados Unidos | MGM National Harbor                | "Enfermedad del artista" (infección respiratoria superior) |
| 25 de noviembre de 2017 | Atlantic City    | Estados Unidos | Borgata Hotel Casino & Spa         | "Enfermedad del artista" (infección respiratoria superior) |
| 27 de noviembre de 2017 | Nueva York       | Estados Unidos | Beacon Theatre                     | "Enfermedad del artista" (infección respiratoria superior) |
| 28 de noviembre de 2017 | Nueva York       | Estados Unidos | Beacon Theatre                     | "Enfermedad del artista" (infección respiratoria superior) |
| 1 de diciembre de 2017  | Nueva York       | Estados Unidos | Beacon Theatre                     | "Enfermedad del artista" (infección respiratoria superior) |